# اچ‌ام‌اس توفند (اچ۰۶)
اچ‌ام‌اس توفند (اچ۰۶) (به انگلیسی: HMS Hurricane (H06)) یک زیردریایی بود که طول آن ۳۲۳ فوت (۹۸٫۵ متر) بود. این زیردریایی در سال ۱۹۳۹ ساخته شد.